# Veleposlanstvo Ukrajine u Ottawi
Veleposlanstvo Ukrajine u Ottawi predstavlja diplomatsko predstavništvo Republike Ukrajine u Kanadi. Nalazi se na adresi 310 Somerset Street. Osim veleposlanstva u Ottawi, Ukrajina ima i konzulat u Torontu.
Trenutni ukrajinski veleposlanik u Kanadi je Andrij Ševčenko.

## Povijest
Kanada je bila prva zapadna zemlja koja je priznala neovisnost Ukrajine 2. prosinca 1991. U zemlji postoji velika zajednica kanadskih Ukrajinaca koja je dovela do bliskih odnosa između te dvije države. Ukrajinsko veleposlanstvo u Ottawi osnovano je 3. svibnja 1992. Diplomatsko osoblje je najprije djelovalo u iznajmljenim stanovima da bi se nakon toga preselilo u današnju zgradu koju je velikim dijelom financirala ukrajinska dijaspora.
Zgrada veleposlanstva se u prošlosti koristila kao poslovni prostor. Nakon toga ju je 1991. kupila kanadska Nova demokratska stranka za dva milijuna CAD te je služila kao stranačka središnjica. Međutim, nakon što je Nova demokratska stranka doživjela izborni poraz 1993. i izgubila status stranke, našla se u dugovima. Zbog toga je stranačko vodstvo odlučilo prodati zgradu koju je u konačnici kupila ukrajinska dijaspora u rujnu 1994. te od tada služi kao zgrada ukrajinskog veleposlanstva.

## Vanjske poveznice
|  | Zajednički poslužitelj ima još gradiva o temi Veleposlanstvo Ukrajine u Ottawi |

- Službena web stranica veleposlanstva  Arhivirana inačica izvorne stranice od 12. siječnja 2015. (Wayback Machine)